# Yuta Yazaki
Yuta Yazaki –en japonés, 矢嵜 雄大, Yazaki Yuta– (8 de abril de 1980) es un deportista japonés que compitió en judo. Ganó una medalla de oro en los Juegos Asiáticos de 2002, y una medalla de oro en el Campeonato Asiático de Judo de 2003.

## Palmarés internacional
| Juegos Asiáticos    | Juegos Asiáticos      | Juegos Asiáticos | Juegos Asiáticos |
| Año                 | Lugar                 | Medalla          | Categoría        |
| ------------------- | --------------------- | ---------------- | ---------------- |
| 2002                | Busan (Corea del Sur) | Medalla de oro   | –90 kg           |
| Campeonato Asiático |                       |                  |                  |
| Año                 | Lugar                 | Medalla          | Categoría        |
| 2003                | Jeju (Corea del Sur)  | Medalla de oro   | –90 kg           |